# Capnia ophiona
Capnia ophiona är en bäcksländeart som beskrevs av Nelson, C.R. och Baumann 1987. Capnia ophiona ingår i släktet Capnia och familjen småbäcksländor. Inga underarter finns listade i Catalogue of Life.